# Циклоида
Циклоида (од грч. κυκλοειδής-округли ) је крива, коју исцртава тачка на ободу круга, који се котрља по правој без клизања.

## Историја
Аполоније Пергејски, астроном Хипарх и касније Клаудије Птолемеј су, проучавајући кретање планета, дошли до кривих које се добијају када свемирско тело учествује истовремено у две ротације: крећући се по кругу {\displaystyle \kappa } чији се центар креће по другом кругу {\displaystyle \kappa }'. Те криве се могу описати као фиксиране тачке круга {\displaystyle \kappa } који се без клизања котрља по непокретном кругу {\displaystyle \kappa }'.
У зависности од односа радијуса {\displaystyle r} и {\displaystyle r}' кругова {\displaystyle \kappa } и {\displaystyle \kappa }', као и од тога да ли круг {\displaystyle \kappa } ротира изван или унутар круга {\displaystyle \kappa }' постоје различите криве.
Ако круг {\displaystyle \kappa } ротира споља по кругу {\displaystyle \kappa }', одговарајуће криве се називају епициклоиде.
Уколико је {\displaystyle r} < {\displaystyle r}' и {\displaystyle \kappa } ротира изнутра по {\displaystyle \kappa }', то су хипоциклоиде.
Ако је ипак {\displaystyle r} > {\displaystyle r}' и {\displaystyle \kappa } ротира споља по {\displaystyle \kappa }' који се налази унутар {\displaystyle \kappa }, то су перициклоиде.
Уколико {\displaystyle \kappa }' није круг, него права, круг {\displaystyle \kappa } се без трења котрља по правој, добија се циклоида.
Најзад, ако {\displaystyle \kappa } није круг, него права која се без клизања креће споља по фиксираном кругу {\displaystyle \kappa }', крива се назива инволута круга.
Галилео је био први који се озбиљно бавио проучавањем циклоида 1599. године, покушајем прављења квадрата површине исте као оне испод циклоиде.
Тај проблем је око 1628. године разумео Жил Персон де Риберва од Марина Мерсена и применио 1634. gодине користећи Кавалиеријеву теорему. Његов рад није био издат све до 1693. године.
Конструкција тангенте циклоиде варира још од августа 1638. године када је Мерсен научио посебне методе од Риберва, Пјера Ферма и Рене Декарта. Мерсен је ова сазнања проследио Галилеју, а он затим својим студентима Торичелију и Вивијану, који су успели да произведу квадритуру циклоиде.
Године 1658. Блез Паскал је одустао од математике због теологије, али је због своје зубобоље почео да размишља о појединим проблемима циклоиде. Осам дана након престанка зубобоље, схвативши да је то знак да треба да настави са истраживањем, рад је завршен.‍:198
Петнаест година касније, Кристијан Хајгенс је направио циклоидни пендулум ради побољшања хронометра и тако открио да је честица правила путању у облику инверзног циклоидног лука, независно од њене почетне тачке.
Године 1686., Готфрид Вилхелм Лајбниц је искористио аналитичку геометрију како би описао криву са једном једначином.
Циклоида се појављјује као решење најстаријег проблема данас веома важне гране математике – варијационог раучуна. То је проблем брахистохроне, који је поставио Јохан Бернули 1696. године, а решавали га Њутн, Лајбниц, Јакоб Бернули и Лопитал.

## Примена
Циклоидни дизајн је нашао примену у архитектури Кимбел музеја уметности у Тексасу, који је дизајнирао Луис Кан.
Поред архитектуре, циклоидни дизајн се још користи у изградњи појединих музичких инструмената, као и у машинству.

## Једначина
Једначина циклоиде, која пролази кроз координатни почетак, а настаје котрљањем круга полупречника {\displaystyle r}:
{\displaystyle x=r(t-\sin t)\,}
{\displaystyle y=r(1-\cos t)\,}
У тој једначини {\displaystyle t} је параметар који одговара углу ротације круга.
Решавајући једначину по променљивој t, добијамо једначину циклоиде у Декартовим координатама:
{\displaystyle x=r\cos ^{-1}\left(1-{\frac {y}{r}}\right)-{\sqrt {y(2r-y)}}}
Први лук циклоиде чине тачке за које важи:
{\displaystyle 0\leq t\leq 2\pi .\,}
Циклоида представља решење диференцијалне једначине:
{\displaystyle \left({\frac {dy}{dx}}\right)^{2}={\frac {2r-y}{y}}.}

## Проблем брахистохроне
Јохан Бернули је 1696. поставио проблем брахистрохроне. За произвољне задане тачке A и B у вертикалној равни потребно је одредити једначину криве по којој би се кретала материјална тачка под дејством гравитационе силе, тако да то растојање пређе за најкраће могуће време.
Та крива је управо циклоида, а проблем је представљао зачетак варијационог рачуна.
Проблем су решавали Исак Њутн, Јакоб Бернули, Гијом де Лопитал и Готфрид Вилхелм Лајбниц.

## Површина
Лук циклоиде је задан са:
{\displaystyle x=r(t-\sin t),\,}
{\displaystyle y=r(1-\cos t),\,} и са условом:
{\displaystyle 0\leq t\leq 2\pi .\,}
Пошто је
{\displaystyle {\frac {dx}{dt}}=r(1-\cos t),}
онда је површина испод једнога лука:
{\displaystyle {\begin{aligned}A&=\int _{t=0}^{t=2\pi }y\,dx=\int _{t=0}^{t=2\pi }r^{2}(1-\cos t)^{2}\,dt\\&=\left.r^{2}\left({\frac {3}{2}}t-2\sin t+{\frac {1}{2}}\cos t\sin t\right)\right|_{t=0}^{t=2\pi }\\&=3\pi r^{2}.\end{aligned}}}

## Дужина лука циклоиде
Дужина једнога лука циклоиде је:
{\displaystyle {\begin{aligned}S&=\int _{t=0}^{t=2\pi }\left(\left({\frac {dy}{dt}}\right)^{2}+\left({\frac {dx}{dt}}\right)^{2}\right)^{1/2}\,dt\\&=\int _{t=0}^{t=2\pi }r{\sqrt {2-2\cos(t)}}\,dt\\&=\int _{t=0}^{t=2\pi }2r\sin \left({\frac {t}{2}}\right)\,dt\\&=8r.\end{aligned}}}
Дужину лука циклоиде први је израчунао Кристофер Рен 1658.

## Криве из фамилије циклоида
Са циклоидама су блиско повезане:
- Скраћена циклоида, која представља криву, коју исцртава тачка на произвољној удаљености {\displaystyle a} од центра круга радијуса {\displaystyle r}, али тако да је {\displaystyle r>a}. Параметарска једначина скраћене циклоиде је:

{\displaystyle x=rt-a\sin t\,}
{\displaystyle y=r-a\cos t\,}
- Продужена циклоида, која представља криву, коју исцртава тачка на произвољној удаљености {\displaystyle a} од центра круга радијуса {\displaystyle r}, али тако да је {\displaystyle r<a}. Параметарска једначина продужене циклоиде је:

{\displaystyle x=rt-a\sin t\,}
{\displaystyle y=r-a\cos t\,}
- трохоида - скраћена и продужена циклоида припадају групи трахоида
- епициклоида, која представља криву, коју исцртава тачка на кружници, која се котрља по спољњем опсегу друге непомичне кружнице
- хипоциклоида, која представља криву, коју исцртава тачка на кружници, која се котрља по унутрашњем опсегу друге непомичне кружнице